# لويس بارنت
لويس بارنت (بالإنجليزية: Louis Barnett)‏ هو جراح نيوزيلندي، ولد في 1865، وتوفي في 1946.